# 유리근 정리
대수학에서, 유리근 정리(有理根定理, 영어: rational root theorem)는 정수 계수 다항식의 유리수 근을 기약 분수로 나타내었을 때, 분자는 상수항을 나누고, 분모는 최고 차수 항의 계수를 나눈다는 정리이다. 3차 다항식의 경우, 유리근 정리를 통하여 기약 다항식 여부를 쉽게 알 수 있다.

## 정의
유일 인수 분해 정역 {\displaystyle R}의 다항식환을 {\displaystyle R[x]}라고 하고, 분수체를 {\displaystyle \operatorname {Frac} R}라고 하자. 다항식
{\displaystyle p(x)=r_{n}x^{n}+r_{n-1}x^{n-1}+\cdots r_{1}x+r_{0}\in R[x]}
가 분수체 원소 {\displaystyle r/s\in \operatorname {Frac} R}를 근으로 가지며, {\displaystyle \gcd\{r,s\}=1}이라고 하자. 유리근 정리에 따르면, 다음이 성립한다.
{\displaystyle r\mid r_{0}}
{\displaystyle s\mid r_{n}}
특히, 만약 {\displaystyle p(x)}가 일계수 다항식이라면 ({\displaystyle r_{n}=1}이라면), {\displaystyle r/s\in R}는 환의 원소이다.:185, §IV.3, Proposition 3.3
증명:
{\displaystyle r/s}가 {\displaystyle p(x)}의 근이므로,
{\displaystyle {\begin{aligned}0=s^{n}0=s^{n}p\left({\frac {r}{s}}\right)&=s^{n}\left(r_{n}{\frac {r^{n}}{s^{n}}}+r_{n-1}{\frac {r^{n-1}}{s^{n-1}}}+\cdots r_{1}{\frac {r}{s}}+r_{0}\right)\\&=r_{n}r^{n}+r_{n-1}r^{n-1}s+\cdots +r_{1}rs^{n-1}+r_{0}s^{n}\end{aligned}}}
이다. 따라서
{\displaystyle r\mid -r_{n}r^{n}-r_{n-1}r^{n-1}s-\cdots -r_{1}rs^{n-1}=r_{0}s^{n}}
{\displaystyle s\mid -r_{n-1}r^{n-1}s-\cdots -r_{1}rs^{n-1}-r_{0}s^{n}=r_{n}r^{n}}
이다. 또한, {\displaystyle \gcd\{r,s^{n}\}=\gcd\{s,r^{n}\}=1}이므로,
{\displaystyle r\mid r_{0}}
{\displaystyle s\mid r_{n}}
이다.

## 같이 보기
- 대수학의 기본 정리
- 데카르트 부호 법칙
- 가우스-뤼카 정리
- 아이젠슈타인 판정법